# Tuerong
Tuerong är en del av en befolkad plats i Australien. Den ligger i kommunen Mornington Peninsula och delstaten Victoria, omkring 55 kilometer söder om delstatshuvudstaden Melbourne. Antalet invånare är 341. Den ligger vid sjön Devilbend Reservoir.
Runt Tuerong är det ganska tätbefolkat, med 120 invånare per kvadratkilometer.. Närmaste större samhälle är Frankston East, omkring 19 kilometer norr om Tuerong. 
I omgivningarna runt Tuerong växer i huvudsak blandskog. Genomsnittlig årsnederbörd är 1 251 millimeter. Den regnigaste månaden är maj, med i genomsnitt 154 mm nederbörd, och den torraste är januari, med 51 mm nederbörd.